# Долинское (Черниговская область)
Долинское (укр. Долинське) — село в Сосницком районе Черниговской области Украины. Население 252 человека. Занимает площадь 0,85 км².
Код КОАТУУ: 7424981502. Почтовый индекс: 16154. Телефонный код: +380 4655.

## География
Стоит у реки Сейм и её старого руслаСтарый Сейм.

## История
В 1945 г. Указом Президиума ВС УССР село Мариенталь переименовано в Долинское

## Власть
Орган местного самоуправления — Великоустьевский сельский совет. Почтовый адрес: 16154, Черниговская обл., Сосницкий р-н, с. Великое Устье, ул. Довженко, 34.